# 11:11 (Paula Fernandes)
11:11 è il sesto album in studio della cantante brasiliana Paula Fernandes, pubblicato nel 2023.

## Tracce
1. Tá Tudo Bem (with Israel & Rodolffo) – 3:11
2. Antigo Novo Amor – 3:10
3. Bloqueia Meu Zap – 2:18
4. Flor – 3:14
5. Gasolina – 3:07
6. Prioridades (with Lauana Prado) – 2:26
7. Mil Carinhos – 3:13
8. Bye Bye e Recaí – 2:12
9. Dois Enredos – 3:18
10. FDP (with Tierry) – 2:46
11. Tá de Mal Comigo – 2:55
12. Ciúmes Demais – 2:50
13. Me Leva – 2:50
14. No Mesmo Olhar (with Lauana Prado) – 2:52
15. Nascemos pra Cantar (with Israel & Rodolffo) – 2:43
16. Lembranças de um Beijo (with Tierry) – 3:00